# Kabinett Takeo Fukuda (Umbildung)
| Amt | Name               | Partei | Faktion  |
| --- | ------------------ | ------ | -------- |
| Premierminister | Fukuda Takeo       | LDP    | (Fukuda) |
| Justizminister | Setoyama Mitsuo    | LDP    | Fukuda   |
| Außenminister | Sonoda Sunao       | LDP    | Fukuda   |
| Finanzminister | Murayama Tatsuo    | LDP    | Ōhira    |
| Bildungsministerin | Sunada Shigetami   | LDP    | Nakasone |
| Gesundheits- und Sozialminister                                                                                                  | Ozawa Tatsuo       | LDP    | Tanaka   |
| Minister für Landwirtschaft, Forsten und Fischerei                                                                               | Nakagawa Ichirō    | LDP    | —        |
| Minister für Internationalen Handel und Industrie                                                                                | Kōmoto Toshio      | LDP    | Miki     |
| Verkehrsminister | Fukunaga Kenji     | LDP    | Ōhira    |
| Postminister | Hattori Yasushi    | LDP    | Ōhira    |
| Arbeitsminister | Fujii Katsushi     | LDP    | Miki     |
| Bauminister Leiter der Behörde für Staatsland                                                                                    | Sakurauchi Yoshio  | LDP    | Nakasone |
| Innenminister Vorsitzender der Nationalen Kommission für Öffentliche Sicherheit Leiter der Behörde für die Entwicklung Hokkaidōs | Katō Takenori      | LDP    | Fukuda   |
| Chefkabinettssekretär | Abe Shintarō       | LDP    | Fukuda   |
| Leiter des Amts des Premierministers Leiter der Behörde für die Entwicklung Okinawas                                             | Inamura Sakonshirō | LDP    | Mizuta   |
| Leiter der Behörde für Verwaltungsaufsicht                                                                                       | Arafune Seijūrō    | LDP    | Shiina   |
| Leiter der Verteidigungsbehörde                                                                                                  | Kanemaru Shin      | LDP    | Tanaka   |
| Leiter des Wirtschaftsplanungsamts                                                                                               | Miyazawa Kiichi    | LDP    | Ōhira    |
| Leiter der Behörde für Wissenschaft und Technologie                                                                              | Kumagai Tasaburō   | LDP    | Fukuda   |
| Leiter der Umweltbehörde | Yamada Hisanari    | LDP    | —        |
| Staatsminister für Außenwirtschaft                                                                                               | Ushiba Nobuhiko    | —      | —        |

Anmerkung: Der Parteivorsitzende und Premierminister gehört während seiner Amtszeit offiziell keiner Faktion an.